# Migos
或称米戈斯，是一支来自美国佐治亚州劳伦斯维尔的嘻哈团体，组建于2009年。 该组合由艺名分别为 Quavo、Offset 和 Takeoff 的三人组成。Migos在2013年发布他们选自混音带《Y.R.N. (Young Rich Niggas)》的首支商业单曲《范思哲》。他们还发布过若干单曲，例如《Fight Night》（2014年）、《Look at My Dab》（2015年）和名列榜单第一的单曲《Bad and Boujee》（2016年）。
这支三人组合在2015年通过Quality Control Music和300 Entertainment发行了首张专辑《Yung Rich Nation》。其在2017年1月发行的第二张专辑《Culture》在告示牌前200榜单中排名第一。 由曾经担任亚特兰大说唱歌手古馳·馬恩和楊·吉茲经理人的Coach K主持Migo的管理， 他们也与制作人DJ Durel、Murda Beatz和Zaytoven有着频繁的合作。 2018年1月发行的第三张专辑《Culture II》也在告示牌前200榜单中排名第一。

## 演艺经历

### 2009–12: 组合成立与早期作品
Migos 组合成立于2009年, 由 Quavo（原名 Quavious Keyate Marshall）、 Takeoff（原名 Kirshnik Khari Ball） 和 Offset（原名 Kiari Kendrell Cephus）三人组成。早先在佐治亚州劳伦斯维尔以组合名 Polo Club 被人熟知。组合的三位成员一起长大并互为亲属关系；  Quavo 为 Takeoff 的舅舅，并且 Offset 是 Quavo 的堂弟。此组合在2011年8月25日发布了他们的第一张完整的混音带《Juug Season》，接下来在2012年6月1日发布了混音带《No Label》。

### 2013年：生涯突破与《Young Rich Niggas》
2013年, Migos 发布了他们的热门单曲《范思哲》。这支单曲由 Zaytoven 制作并在美国告示牌百强单曲榜榜单中排名第99位。同年，加拿大说唱歌手德雷克对这首歌曲的混音版本更加增添了这首单曲的知名度。德雷克在这首歌里增加了一段演唱，并在2013年 iHeartRadio 音樂節上演出此曲。 6月13日，Migos 发行混音集《Y.R.N. (Young Rich Niggas)》，并把热门单曲《范思哲》收录其中。《Spin》杂志的 Brandon Soderberg 对这张混音集给予8分（满分10分）的褒奖, 并给予评价「这是南部嘻哈风格的完美缩影」，并与其它三位同风格歌手 Gucci Mane、Soulja Boy 和 未来小子比较。 2013年6月15日，该组合在电台 Hot 107.9 的周年聚会上演出。2013年10月1日，该组合在《XXL》的栏目「Show & Prove」中担任嘉宾。单曲《范思哲》入选了多个2013年的年终榜单，并在杂志《XXL》的「2013年度最佳25首歌曲」榜单中位列第三，《Complex》杂志的「2013年度最佳50首歌曲」中排名第四，《SPIN》杂志的「2013年度最佳50首歌曲」中排名第五，媒体《Pitchfork》的「2013年最佳100首歌曲」中排名第38位、《滾石》杂志的「2013年度最佳100首歌曲」中排名第69。 《SPIN》杂志评价混音集《Y.R.N. (Young Rich Niggas)》为2013年度最佳专辑的第27位和2013年最佳嘻哈专辑中的第6位。

### 2014-2015年：混音集与《Yung Rich Nation》
2014年2月25日, Migos 发布了第二张混音集的续集, 命名为《No Label 2》。这张混音集在发行第一周就有超过100,000 次的下载，并被热门音乐分享网站 DatPiff 认证为黄金唱片。《No Label 2》获得了广泛好评。《Consequence of Sound》评价它为「这些是完美的沙哑聚会歌曲和你下一次烧烤或街区聚会的绝佳说唱歌曲」；并且《Exclaim!》评论它是「多首潜力歌曲的打包」； 《Vibe》也对专辑的制作加以称赞，称其「广阔而让人印象深刻」。
2014年3月14日，Migos 透露混音集《Y.R.N. 2》已经成为一张成熟的专辑。这支三人组合表示将收录20首精心挑选的专辑。2014年6月，有消息称 Migos 已经签约厂牌 300 Entertainment，并与大西洋唱片共同制作。 2014年6月，单曲《Fight Night》入选《XXL》的「2014年现今最佳25首歌曲」榜单，并在《告示牌百強單曲榜》 中排名第69位。其后在2014年12月5日发行混音集《Rich Nigga Timeline》，被《滾石》评价为「2014年最佳说唱专辑」中的第7位。
2015年2月5日，Migos 发布专辑中第一首单曲《One Time》。2015年3月23日，该组合公开了这首单曲的MV，作为与 YouTube 音乐奖交叉推广的一部分。这首单曲在其热门R&B／嘻哈歌曲排行榜（Hot R&B/Hip-Hop Songs）中排名第34。因为在佐治亚南方大学发生的突发事件（导致Offset被监禁）造成的短暂延期，Migos 的首张专辑《Yung Rich Nation》（起初名为《Y.R.N.: Tha Album》）在2015年1月31日开始发行。克里斯·布朗和Young Thug 均参与了专辑的客串。《Yung Rich Nation》受到了乐评界的广泛好评， 仅第一周该专辑就售出15,000 份并入选最佳说唱专辑榜单第3位。
Migos 表示已经完成他们的第二张录音室专辑。谈到专辑的发布，Takeoff 在 DJ Whoo Kid 的采访中说道：「一切只是时间问题」。与小韋恩合作的歌曲《Fantastic》将会收录在专辑中。并且他们也很期待与说唱歌手纳斯合作。
2015年9月，Migos 因认为 Quality Control Music 能够进行独立管理并因此增加收入而离开 300 Entertainment 成为独立音乐组合。在 300 Entertainment 旗下，他们每场演出的收入约为3到4万美元；然而通过 Quality Control Music，其可以将每场演出收入提高至6万美元
2015年9月17日，Migos 发布全新混音集《Back to the Bando》。尽管成员Offset仍被监禁，Migos仍以快速的节奏发行新曲。混音带中第一首发布的单曲《Look at My Dab》于9月6日发行，随后在10月30日作为单曲通过iTunes正式发行。这首歌曲因为Migos与其它知名人士例如橄榄球选手小奧德爾·貝克漢姆和凱姆·牛頓做出被称为「dabbing」的标志性动作引来了世界范围内的关注。
10月22日，Migos和说唱歌手 Rich the Kid 发布了《Streets on Lock 4》。Migos 原计划在2016年晚些时候发布与 Young Thug 合作的混音集《MigoThuggin》，但最终被搁置。Migos将与同一厂牌歌手 Skippa da Flippa 开始他们的巡迴演唱会 Dab Tour。他们的下一张混音集，也是《YRN》的续集《Young Rich Niggas 2》于1月18日发行。

### 2016年至今：《Culture》、《Culture II》
2016年9月7日，坎耶·维斯特（Kanye West）宣布其 GOOD Music imprint已与Migos签定管理合约。但2017年1月，该组合表示其并不隶属于 Kanye West 厂牌。
2016年10月28日，Migos 发布了他们即将发布的第二张录音室专辑中第一首单曲《Bad and Boujee》。此曲由 Lil Uzi Vert 担任客串并由 Metro Boomin 参与制作。其MV在10月31日发布。这首单曲问鼎告示牌百強單曲榜榜首，也成为了 Migos 第一首在美国排名第一的歌曲。他们的第二张专辑《Culture》于2017年1月27日发布。2017年4月，Migos 在凯蒂·佩里的第五张录音室专辑《Witness》中的单曲《Bon Appétit》担任客串。
2017年10月27日，Migos发布和卡迪·B、Nicki Minaj合唱的《Motorsport》，這也是Migos第三张专辑《Culture II》的第一首单曲。2017年12月20日，Migos发布《Culture II》的第二首单曲《Stir Fry》，Pharrell Williams也參與歌曲的製作。
2018年1月26日，Migos发布有24首歌曲的第三张专辑《Culture II》，特拉维斯·斯科特、Metro Boomin等人也有參與专辑的製作，而妮琪·米娜、德雷克、波斯特·马龙、21·萨维奇則是合唱专辑裏期中的歌曲。
2022年11月1日，成員之一的Takeoff在德克薩斯州休斯頓一家名叫810 Billiards & Bowling的保齡球館中遭到槍殺，得年28歲，當時Quavo亦在場但未有受傷。

## 违法事件

### 2015年乔治亚南方大学音乐会事件
2015年4月18日，Migos 计划在乔治亚佐治亚南方大学Hanner球馆举行的春季演唱会上演出。整场演出在7:00开始；然而该组合在比原计划出場時間9:00迟到几乎一个半小时才登台。尽管合同中规定保证至少45分钟的演出，但该组合在下台前只演出30分钟不到。由于在场保护安全的大学警察司、斯泰茨伯勒警察局和 布洛克郡警长办公室在该组合的面包车内检测到大麻的强烈气味，司机被强制质询。经过进一步调查，这支三人说唱组合和其它12名成员随行人员因拥有大麻和另一項管制物质，并因在学校安全区内持有枪支、在犯罪期间拥有枪支、身为重罪犯期间拥有枪支等行为而被逮捕。
2015年4月20日，Takeoff、Quavo 以及其六名随行人员由布洛克郡地区检察官办公室被保释释放，Offset 与其余六人仍然在押并不予保释。由于大学官方意识到 Migos 的信誉，经过通过学生针对是否允许该组合在押七人演出这一问题的投票并加以考量，决定将学费与售票所得用于支付演唱会支出。 根据演出合同，应支付该组合30,000美元，並支付承办商Big House Collective额外的3,000美元。起初大学官方试图把 Migos 违反合同之原因归结于其延迟抵达、缩短演出时間，并且在大学区域内持有违禁品；然而，最终仍然支付了一半的預定费用。由于其被逮捕，2015年4月28日，Migos 宣布将「Yung Rich Nation 巡迴演唱会」推迟至同年7月。
2015年5月2日，Offset 在拘期间受到与同押犯人发生肢体冲撞并殴打其它犯人后在狱中煽动暴乱且造成重伤害的指控。5月8日，在保释听证会前，基于他先前的刑事记录以及最近的狱中斗殴事件，布洛克郡法院法官约翰·R·特纳（John R. Turner）正式拒绝 Offset 保释。在听证会期间，其它两名 Migos 的随行人员也被拒绝保释。作为其获释的条件，被准许保释的其余四人被释放后禁止返回布洛克郡。此外，被特纳法官准释的四人禁止与任何牵扯此案的人接触。Offset的律师因警官无法证明枪支与两辆面包车内非法药物的所有权，认为存在对这支三人说唱组合的不公平地分析执法。然而，控方作出答复称，由于 Migos 之前发生过的暴力事件，在音乐会现场的执法部门是为了保证学生和大量群众的安全。在听证会决定后，Offset在陪同下走出审判室时大喊脏话。
在被拘留八个月后，Offset 在12月4日刑满被释，并在接受阿尔弗德认罪协议。认罪协议放棄对枪支、毒品和帮派有關的指控，以換取在刑罰機構内煽动暴乱的罪名；同時支付1,000美元罚款，處缓刑五年，并被布洛克郡、埃芬漢郡、詹金斯郡和斯克里文郡驅逐 。Takeoff 面临大麻轻罪指控，也接受认罪协议，被判處12个月缓刑。Quavo 对于大麻轻罪指控不予抗辩并收到了12个月服刑判决, 由于其支付罚款暂被延期。

### 2016年持续的违法行为
2016年3月17日, Offset 在撤销指控被释放的第二天因被吊销执照后驾驶被捕。Offset声称从未被吊销执照, 警方没有可用于拘留他的原因。
2017年7月7日, Takeoff 在从亚特兰大起飞至爱荷华州得梅因的航班上，因其起飞前拒绝将隨身包从地面移到头顶行李架而被要求离机。

## 唱片
- Yung Rich Nation (2015)
- Culture (2017)
- Culture II (2018)

## 参演影片
| 电影   | 电影     | 电影                       | 电影            |
| 年份   | 标题     | 角色                       | 注              |
| ------ | -------- | -------------------------- | --------------- |
| 2014年 | Bando    | Quavo, Takeoff and Offset* | 短片            |
| 电视   |          |                            |                 |
| 年份   | 标题     | 角色                       | 注              |
| 2016年 | 亚特兰大 | Quavo, Takeoff and Offset* | 插曲:“孤注一掷” |

注:
- 三个成员的演出角色均为剧本中的自己。

## 奖项和提名
| 年份 | 提名奖项               | 提名作品                                  | 类别                  | 结果 | Ref.   |
| ---- | ---------------------- | ----------------------------------------- | --------------------- | ---- | ------ |
| 2014 | BET Hip Hop Awards     | —                                         | Rookie of the Year    | 提名 | [ 48 ] |
| 2014 | BET Hip Hop Awards     | "Fight Night"                             | Best Club Banger      | 提名 | [ 48 ] |
| 2014 | BET Hip Hop Awards     | No Label II                               | Best Mixtape          | 提名 | [ 48 ] |
| 2015 | BET Awards             | —                                         | Best Group            | 提名 | [ 49 ] |
| 2017 | Billboard Music Awards | "Bad and Boujee" (featuring Lil Uzi Vert) | Top Rap Song          | 提名 | [ 50 ] |
| 2017 | Billboard Music Awards | "Bad and Boujee" (featuring Lil Uzi Vert) | Top Rap Collaboration | 提名 | [ 50 ] |
| 2017 | BET Awards             | —                                         | Best Group            | 獲獎 | [ 51 ] |
| 2017 | BET Awards             | "Bad and Boujee" (feat. Lil Uzi Vert)     | Best Collaboration    | 獲獎 | [ 51 ] |
| 2017 | BET Awards             | "Bad and Boujee" (feat. Lil Uzi Vert)     | Video of the Year     | 提名 | [ 51 ] |
| 2017 | BET Awards             | "Bad and Boujee" (feat. Lil Uzi Vert)     | Viewers’ Choice Award | 提名 | [ 51 ] |
| 2017 | MTV Video Music Awards | "Bad and Boujee" (feat. Lil Uzi Vert)     | Best Hip Hop Video    | 待定 | [ 52 ] |